# Pellenes dyali
Pellenes dyali es una especie de araña saltarina del género Pellenes, familia Salticidae. Fue descrita científicamente por Roewer en 1951.
Habita en Pakistán.